# 田野龙属
田野龙（属名：Agrosaurus，发音：/ˌæɡroʊˈsɔːrəs/；希腊语agros意为“田野”，sauros意为“蜥蜴”，组合起来意为“田野蜥蜴”）是槽齿龙科蜥脚形亚目恐龙已灭绝的一个属，可能生存于现在的英国。田野龙最初被视为一种来自澳洲的三叠纪原蜥脚类，也是该国最古老的恐龙。然而，其化石材料似乎属于英国布里斯托尔镁质砾岩地层中的槽齿龙或某种类似槽齿龙的动物。模式种是麦氏田野龙（Agrosaurus macgillivrayi）。

## 研究历史
据推测，英国单桅帆船HMS Fly号的一支探险队的成员于1844年从澳大利亚昆士兰州约克角收集了一根胫骨、一只爪子和其它碎片，尽管这些骨头可能是亨利·莱利和塞缪尔·斯图奇伯里于1834年秋在布里斯托尔的镁质砾岩中收集的。原化石于1879年被大英自然历史博物馆买下，但直到1891年人们才对遗骸进行研究。同年，哈利·丝莱将其命名为田野龙。化石在20世纪80年代末进行准备。准备过后，拉夫·莫尔纳（1991年）注意到其与原蜥脚类大椎龙存在相似之处。加尔东和克卢弗（1976年）认为田野龙与近蜥龙很类似。维克斯－里奇、里奇、迈克－纳玛拉和米尔纳（1999年）认为田野龙是槽齿龙的异名，声称大英博物馆的遗骸被贴错了标签。正确识别化石来源的困难之处在于HMS Fly号的日志并未记录该发现。对约克角（澳大利亚）和杜尔达姆丘陵地区（英国）年龄相似的地层基质进行检测，结果表明田野龙的化石成分更类似于英国地层。事实上，早在1906年，弗里德里希·冯·休尼就曾将岩石基质叙述为“极其让人想起布里斯托尔附近杜尔达姆的镁质砾岩”，并将其更名为麦氏槽齿龙（Thecodontosaurus macgillivrayi）。喙头目Diphyodontosaurus avonis（一种在布里斯托尔三叠纪地层中很常见的蜥蜴状爬行动物）的下颌化石已被提取出来。这种将田野龙重新解释为英国恐龙的说法在后期研究中得到认可。
从稀少的遗骸来看，这只动物生前长约3米（10英尺），有着典型基底蜥脚形亚目的外貌：身体粗壮，脖子长，头小，脚有爪。像其它原蜥脚类一样，它在大部分时间可能以四足行走，是种食草动物或杂食动物。
田野龙现在通常被视为一个疑名或槽齿龙的次异名。田野龙并非来自澳大利亚――这一结论似乎是最有可能的。瑞拖斯龙和澳洲盗龙皆生存于中侏罗世巴柔阶，二者将是澳洲已知最古老的恐龙且有着很好的化石记录。

## 延伸阅读
- John A. Long, Dinosaurs of Australia and New Zealand, UNSW Press 1998
- Vickers-Rich, P., T.H. Rich, G.C. McNamara and A. Milner 1999 Agrosaurus: Australia's Oldest Dinosaur? Records of the Western Australian Museum Supplement No.57: 191-200